# 办公厅
办公厅，简称办（如中办、国办），一般是较高层级、较大规模的行政机构内部常设以处理日常性、综合性事务的机构。其他情况下，可能是办公场所或其中建筑的名称，例如交通大学总办公厅。

## 汉字文化圈

### 中华人民共和国
根据《中国共产党工作机关条例》第十二条规定，“党委办公厅（室）是党委的综合部门，负责推动党委决策部署的落实，按照党委要求协调有关方面开展工作，承担党委运行保障具体事务。”根据《国务院行政机构设置和编制管理条例》，“国务院办公厅协助国务院领导处理国务院日常工作。”
各级党政机关所设置的办公厅级别下算一级。正国级机关办公厅为正部级。目前，正部级办公厅包括：中共中央办公厅、全国人民代表大会常务委员会办公厅、中华人民共和国国务院办公厅、中国人民政治协商会议全国委员会办公厅。副部级（副战区级）办公厅包括：中央军事委员会办公厅、中央纪律检查委员会国家监察委员会办公厅。
《五四宪法》体制下，中华人民共和国主席作为国家机构，下设中华人民共和国主席办公厅作为其日常工作机构。《八二宪法》复设国家主席之后，国家主席机关设中华人民共和国主席办公室作为其日常工作机构，为副部级机构。
对于部级机构而言，而正部级国务院机构的综合部门多称“办公厅”（正司局级），副部级国务院机构内设的办事机构多称“办公室”或“综合司”（副司局级）如，中华人民共和国外交部办公厅（正司局级）、中国地震局办公室（副司局级）。此外，新疆生产建设兵团、各民主党派中央委员会也设有办公厅。
省级行政区、副省级城市的党委、政府、人大常委会、政协地方委员会四大机构均设有办公厅。例如，中国共产党北京市委员会办公厅、上海市人民政府办公厅等。地级市及以下行政区四大机构，一般则仅能设置“办公室”，如：珠海市人民政府办公室。
部分中央企业总部原亦设“办公厅”。2019年10月24日，国务院国资委党委印发《关于中央企业开展“总部机关化”问题专项整改工作的通知》（国资党委〔2019〕161号），要求中央企业建立市场化职级名称体系，规范总部机构和职务称谓。整改后，央企总部机构的“办公厅”更名为“办公室”、“综合部”等市场化名称。

### 中华民国
中华民国大陆时期，部分中华民国政府机构设有办公厅，如国民政府军事委员会办公厅、国防部参谋总长办公厅等。
政府迁台后，机构内部设置的综合幕僚机构多稱為「秘書處」或「秘書室」。
行政院院本部亦具有內閣辦公廳的機能。

### 越南
- 越南共产党中央办公厅（主任通常由越共中央书记处书记兼任）
- 越南社会主义共和国主席办公厅
- 越南国会办公厅

### 日本
日本中央省厅内相当于“办公厅”的机构称“大臣官房”，例如：
- 內閣府：内阁官房（负责人：内阁官房长官）
- 防卫省：防卫大臣官房（负责人：防卫大臣官房长）

## 其他文化圈
中文译者在对其他文化圈中以、等为名称的机构进行翻译时，也可能会将其汉译为“办公厅”。
被汉译为“办公厅”的其他国家的类似职能机构有：
 美国：白宫办公厅（负责人：白宮幕僚長）
 俄羅斯：俄罗斯总统办公厅、俄罗斯联邦政府办公厅
 英国：英国内阁办公厅
 蒙古国：蒙古国政府办公厅
 ：老挝人民民主共和国主席办公厅
 联合国：联合国秘书长办公厅